# Donata Giachini
Donata Giachini (4 settembre ...) è una paroliera, giornalista e scrittrice italiana.

## Biografia
Dopo aver iniziato l'attività di paroliera, collaborando con Carlo Marangon, nel 1968 si è trasferita a Milano, dove è entrata nell'ufficio stampa della casa discografica Ariston Records, dapprima come assistente di Mara Maionchi, poi come responsabile. In quel periodo, ha scritto canzoni come Uomo per Ornella Vanoni, e Perché l'hai fatto (collaborando con Mino Reitano) per Paolo Mengoli; quest'ultima, che sarà il brano più venduto del cantante, sarà anche uno dei maggiori successi del 1969.
Nel 1971 è entrata nel giornalismo, lavorando prima in Mondadori, poi in Rusconi e infine in Rizzoli, come caporedattore prima di "Oggi" e poi di "Amica".
Tra il 1974 e il 1977, ha collaborato con una giovanissima Junie Russo (poi Giuni Russo), con la quale scriverà Milk of Paradise, Vodka e I've Drunk in My Dream, che faranno parte del suo primo disco, interamente in lingua inglese, Love is a woman (1975). Sempre con Giuni, oltre che con la musicista Maria Antonietta Sisini e con Cristiano Malgioglio, nel 1977 scriverà tra gli altri anche il testo di Shiver, per Marie Laure Sachs, contessa italo-francese, moglie di Ernst Sachs (il fratello di Gunter, che fu sposato con Brigitte Bardot), dalla breve carriera musicale.
Nel 1997 ha pubblicato il libro L'attesa.

## Le principali canzoni scritte da Donata Giachini
| Anno | Titolo                         | Autori del testo                        | Autori della musica                   | Interpreti ed incisioni |
| ---- | ------------------------------ | --------------------------------------- | ------------------------------------- | ----------------------- |
| 1966 | Un bicchiere di vetro          | Donata Giachini                         | Detto Mariano e Carlo Marangon        | Carlo Marangon          |
| 1966 | Finisce l'incanto del tramonto | Donata Giachini                         | Detto Mariano e Carlo Marangon        | Carlo Marangon          |
| 1969 | Perché l'hai fatto             | Donata Giachini                         | Franco Reitano e Mino Reitano         | Paolo Mengoli           |
| 1969 | Ottovolante                    | Donata Giachini e Umberto Martucci      | Franco Reitano e Mino Reitano         | Alberto Anelli          |
| 1970 | Uomo uomo                      | Donata Giachini e Luciano Beretta       | Nicola Aprile                         | Ornella Vanoni          |
| 1975 | Milk of Paradise               | Donata Giachini                         | Giuni Russo                           | Junie Russo             |
| 1975 | Vodka                          | Donata Giachini e Alessandro Stragliati | Giuni Russo                           | Junie Russo             |
| 1975 | I've drunk in my dream         | Donata Giachini                         | Giuni Russo                           | Junie Russo             |
| 1978 | Shiver                         | Donata Giachini e Cristiano Malgioglio  | Giuni Russo e Maria Antonietta Sisini | Marie Laure Sachs       |